# FA Charity Shield 1934
Lo FA Charity Shield 1934, noto in italiano anche come Supercoppa d'Inghilterra 1934, è stata la 21ª edizione della Supercoppa d'Inghilterra.
Si è svolto il 28 novembre 1934 all'Arsenal Stadium di Londra tra l'Arsenal, vincitore della First Division 1933-1934, e il Manchester City, vincitore della FA Cup 1933-1934.
A conquistare il titolo è stato l'Arsenal che ha vinto per 4-0 con reti di Ralph Birkett, James Marshall, Ted Drake e Cliff Bastin.

## Partecipanti
| Squadre         | Qualificazione                           | Partecipazioni precedenti (il grassetto indica la vittoria) |
| --------------- | ---------------------------------------- | ----------------------------------------------------------- |
| Arsenal         | Vincitore della First Division 1933-1934 | 3 (1930, 1931, 1933)                                        |
| Manchester City | Vincitore della FA Cup 1933-1934         | Nessuna                                                     |

## Tabellino
| Londra 28 novembre 1934                                         | Arsenal   | 4 – 0 referto | Manchester City | Arsenal Stadium (10.888 spett.) |
| \| \| \| \| \| Birkett Marshall Drake Bastin \| Marcatori \| \| |           |               |                 |                                 |
|                                                                 |           |               |                 |                                 |
| Birkett Marshall Drake Bastin                                   | Marcatori |               |                 |                                 |

### Formazioni
| Arsenal:       |    |                |
|                |    |                |
| P              | 1  | Frank Moss     |
| D              | 2  | George Male    |
| D              | 3  | Eddie Hapgood  |
| C              | 4  | Frank Hill     |
| C              | 5  | Norman Sidey   |
| C              | 6  | Wilf Copping   |
| A              | 7  | Ralph Birkett  |
| A              | 8  | James Marshall |
| A              | 9  | Ted Drake      |
| A              | 10 | Bob John       |
| A              | 11 | Cliff Bastin   |
| Allenatore:    |    |                |
| George Allison |    |                |

| Manchester City: |    |                |
|                  |    |                |
| P                | 1  | Frank Swift    |
| D                | 2  | Bill Dale      |
| D                | 3  | Laurie Barnett |
| C                | 4  | Matt Busby     |
| C                | 5  | Sam Cowan      |
| C                | 6  | Jackie Bray    |
| A                | 7  | Ernie Toseland |
| A                | 8  | Jimmy McLuckie |
| A                | 9  | Fred Tilson    |
| A                | 10 | Jimmy Heale    |
| A                | 11 | Eric Brook     |
| Allenatore:      |    |                |
| Wilf Wild        |    |                |